# Floorball Thurgau
Floorball Thurgau ist ein Schweizer Unihockeyverein aus dem Thurgau und besitzt eine Geschäftsstelle in Weinfelden. Die erste Mannschaft von Floorball Thurgau spielt in der Unihockey Prime League.

## Geschichte
Floorball Thurgau entstand aus der Abteilung Nationalliga/Leistungssport des UHC Wuppenau und mit den beiden Thurgauer Vereinen UHC White Sharks Sulgen sowie Floorball 99 Weinfelden aufgebaut.
Von Beginn an besass Floorball Thurgau mit dem Fanionteam der Damen eine Nationalliga A-Mannschaft, die im Jahr der Vereinsgründung frisch in die höchste Schweizer Liga aufgestiegen waren. Dort konnte sich die Mannschaft mehrere Saisons halten und zog sich nach Ende der Saison 2004/05 aus sportlichen Gründen freiwillig aus der Nationalliga A zurück, um das Team in der Nationalliga B neu aufzubauen. Im gleichen Jahr gelang den Herren der Aufstieg in die zweithöchste Spielklasse. In der darauffolgenden Saison 05/06 verlief es dem Damenteam trotz freiwilligen Rückzug jedoch nicht wunschgemäss und das ehemalige Fanionteam stieg in die 1. Liga ab, während die Herren die Spielklasse knapp halten konnten. In der Saison 2006/07 verabschiedeten sich jedoch auch die Herren wieder in die 1. Liga, während das Damenteam nach einer durch eine Ligaumstrukturierung ausgelösten Zwangsabstieg in die 2. Liga aufgelöst wurde. die Damen nach einer Ligaumstrukturierung sogar in den Tiefen der 2. Liga verschwanden.
Das Herrenteam spielte danach mehrere Jahre in der 1. Liga und verpasste 2011 in den Relegationsspielen gegen den Unihockey Langenthal Aarwangen Aufstieg. Ein Jahr später gelang der Aufstieg jedoch gegen Zürisee Unihockey, wodurch das Herrenteam nach fünf Jahren wieder in der zweithöchsten Liga spielte. Seither konnte die Mannschaft die Spielklasse halten.
In den Saisons 2013/14 und 2015/16 klassifizierte sich Floorball Thurgau jeweils für die Auf- und Abstiegsspiele der NLA. In beiden Saisons trafen die Thurgauer auf den Kantonsnachbarn UHC Waldkirch-St. Gallen. Die Mannschaft von Daniel Costa konnte in keinem der beiden Versuche den Aufstieg vollbringen.
In der Saison 2021/22 gelang der Aufstieg in die höchste Spielklasse. Floorball Thurgau gewann die Auf- und Abstiegsspiele gegen den UHC Thun. Seither spielt Floorball Thurgau in der höchsten Spielklasse des Schweizer Unihockeys.
Bereits in der zweiten Saison in der höchsten Spielklasse gelang Floorball Thurgau den überraschenden Einzug in die Playoff-Halbfinals. Gegen den Qualifikationssieger HC Rychenberg Winterthur setzten sich die Mostinder in der Serie mit 4-1 durch.

## Stadion
Die Mannschaften von den Floorball Thurgau spielen deren Heimspiele in der Sporthalle Paul Reinhart in Weinfelden.

## Bekannte Spieler
- Yannic Fitzi
- Silas Fitzi
- Peter Kotilainen

## Fankultur
Floorball Thurgau hat einen eigenen Fanclub – die "East Indians". Durch lautstarke Unterstützung der Fans aus der "Mostkurve" ist bei Heimspielen der Thurgauer stets für beste Stimmung gesorgt. Im Schnitt besuchen gegen 500 Fans die Heimspiele des Herrenteams.